# Karina Albrecht
Karina Albrecht (* 1959 in Plötz) ist eine deutsche Schriftstellerin aus Mecklenburg-Vorpommern.

## Leben
Karina Albrecht wuchs im heutigen Jarmener Ortsteil Plötz auf. Nach dem Abschluss der Schule 1976 erlernte sie den Beruf des Zootechnikers/Mechanisators. Ab 1978 arbeitete sie zwei Jahre als Tierarzthelferin. Anschließend war sie zwei Jahre als Ladungskontrolleurin im Rostocker Überseehafen tätig. Danach arbeitete sie wieder in der Landwirtschaft und absolvierte 1986 ein Fernstudium zum Agraringenieur.
Nach der Wende betrieb sie zeitweise eine Gastwirtschaft. Nach der Geburt ihrer Tochter 1995 begann sie zunächst Gedichte zu schreiben und arbeitete mit an der Dorfchronik von Plötz. Sie verfasste die Erzählung „Der Rosinenbaum“, die 2004 erschien. Darin beschreibt sie eine Familiengeschichte und den Alltag auf dem Lande in der DDR der 1950er und 1960er Jahre. Ähnlichkeiten und Anlehnungen an reale Ereignisse und Personen im Zusammenhang mit fiktiven Geschehnissen brachten ihr besonders in ihrem Heimatort ein geteiltes Echo. Nachdem der Konflikt von der regionalen Presse aufgegriffen worden war, wurde sie nach einem Beitrag im Nordmagazin landesweit in Mecklenburg-Vorpommern bekannt. Später schrieb sie einen zweiten Teil der Erzählung, der 2010 zusammen mit dem überarbeiteten ersten Teil unter dem Titel „Holundertee mit Doppelkorn“ veröffentlicht wurde. Seit 2010 arbeitet Karina Albrecht mit der international renommierten Künstlerin Ute Patel-Mißfeldt aus Neuburg a. d. Donau (Bayern) zusammen. Gemeinsam veröffentlichten sie 2011 den Gedichtband „Unverblümt - Die Welt in meinem Spiegel“.

## Schriften
- Der Rosinenbaum. BS-Verlag, Rostock 2004. ISBN 3-89954-124-3.
- Holundertee mit Doppelkorn. Satirischer Roman. Mecklenburger Buchverlag, Neubrandenburg 2010. ISBN 978-3-9812309-8-7.
- Unverblümt – Die Welt in meinem Spiegel. Gedichte. Spica Verlag, Neubrandenburg 2011. ISBN 978-3-943168-02-0.
- Distel im Wind – Eine Kindheit in Vorpommern und andere Katastrophen. Roman. Spica Verlag, Neubrandenburg 2012. ISBN 978-3-943168-16-7.
- Auf Stelzen ins Paradies – Schwarz wie Ebenholz, rot wie Blut und gülden wie der Westen. Roman. Spica Verlag, Neubrandenburg 2013. ISBN 978-3-943168-36-5